# 摘星山莊
摘星山莊，是位於臺灣臺中市潭子區大豐里的四合院，為曾參加太平天國戰役的軍人林其中在同治十年（1871年）建立，光緒五年（1879年）落成。1997年12月末因建商計畫拆除而立即列為古蹟，成為中華民國政府向民間購買古蹟的首例，促進「古蹟土地容積移轉辦法」通過，2014年修復完成。

## 建築

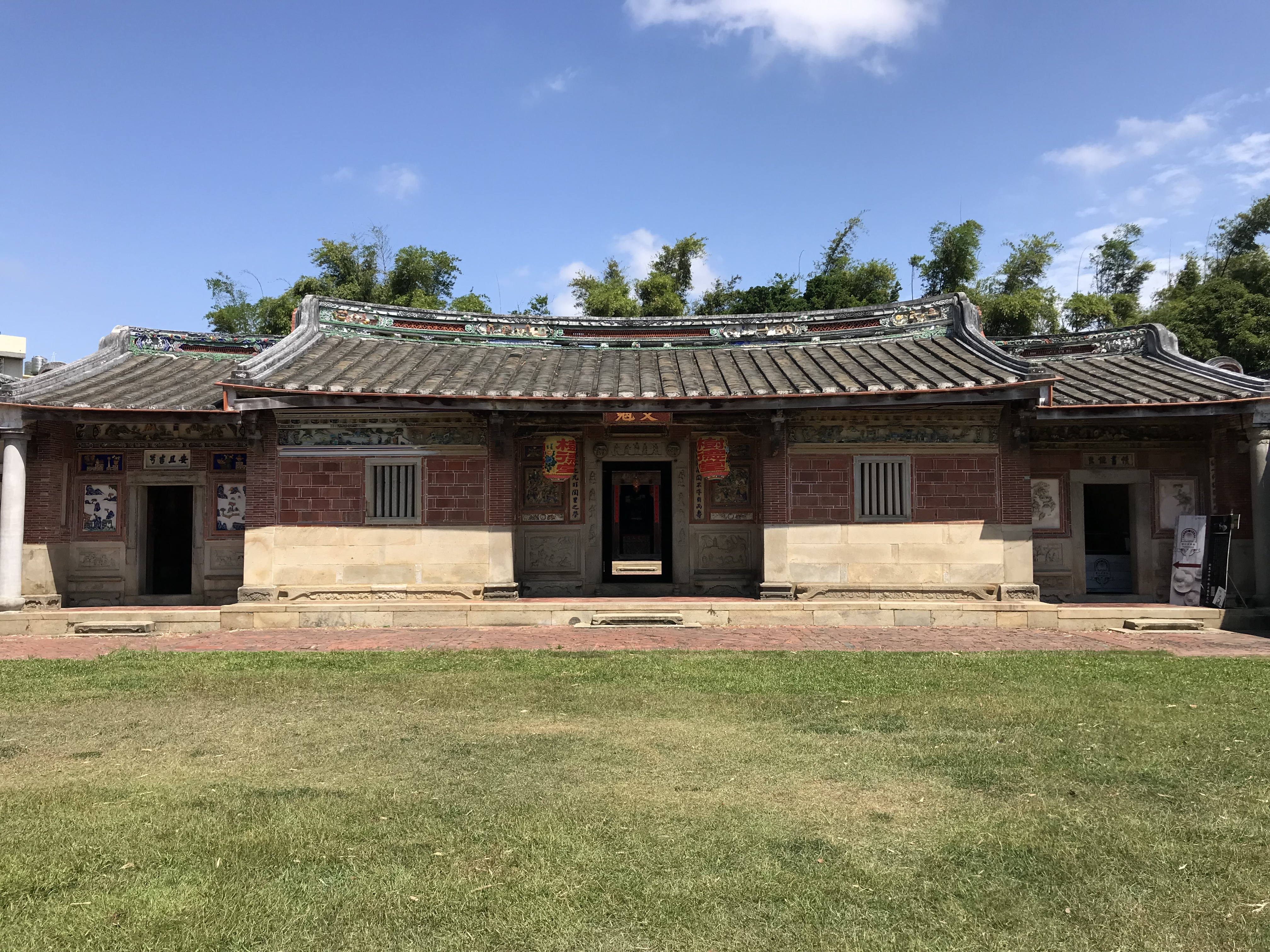
大廳

位於潭子區潭富路二段88號的摘星山莊，占地一千五百多坪。潭子人以起造人的名字代稱此宅，有「有其中富，無一其中厝；有其中厝，無一其中富」之諺。
摘星山莊主屋左前方為獨立的門樓，今已不再作出入口。立面做雙重退凹，次間與明間退凹轉角的牆堵上均設銃孔。該樓本來二層，1928年因風水而改建為一層。橫聯為「九天星斗煥文章」來搭配對聯「江山獻秀明新景」與「樓閣增輝壯巨觀」。門樓的白貓與青菜交趾陶，讚美屋主林其中是「一生清白」。
從橫額石刻「摘星山莊」的門樓進入，沿蜿蜒小徑前進便見廣衍的硯池。引自葫蘆墩圳的水溝環繞著主建築群，最後注入硯池，風水稱為「玉帶水」。主體建築為兩進多護龍的四合院，略坐西北朝東南，四周以刺竹圍閉。這種池塘為前，後有果林，即風水的「前水為鏡，後山為屏」。
門廳面寬有三開間，除木隔間之外，其餘均以土墼牆構築，再以石板與斗砌磚與雕刻裝飾門面。門楣的龜甲紋書卷為石材浮雕，有「樹德堂」三字，雕有福祿壽三星，左右各有童子一人，左手掌旗、球，右手握戟、罄。正脊上下馬路與脊堵，圖案有花卉、螭虎、祥獅瑞獸與吉祥器物等精緻的剪黏。「文魁」扁額旁，寫著「無江海而閒不導引而壽」、「乃邦家之光非閭里之榮」。檻窗多為做菱花格子紋，亦有花鳥或人物的雕空窗。廳內的古畫已顯斑剝，左為「老萊子綵衣娛親圖」，右乃「郭子儀單騎退敵圖」，寓意教忠教孝。一旁對聯是「有打瞌睡神仙、無不讀書豪傑」，以鼓勵子孫念書。室內彩繪以大紅為底、黑與金為主。
自大廳經過天井到正廳，兩旁接引的矮牆有書卷形漏窗，除通風外，暗暗隱涵主人追求的理想。矮牆與左右內護龍相隔，護龍與護龍之間也圍成狹長的天井，朝正前方開一座加門罩的小門樓。

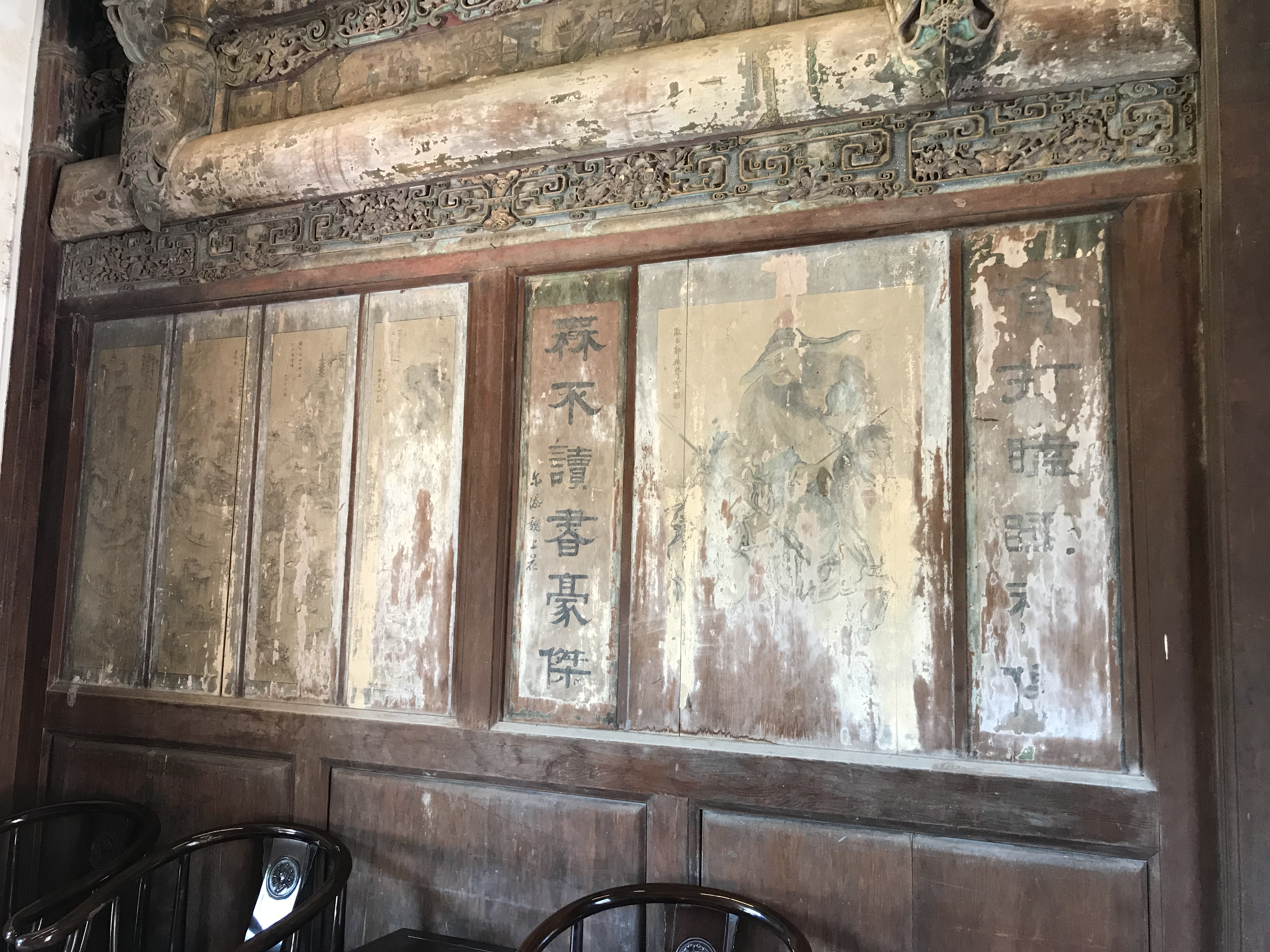
大廳古畫

第二進的正廳採用氣派的三關六扇門，門上披麻上彩並以隸書書寫「光前裕後」與「緯武經文」。上懸同治甲戊科會試第二百零一名林文炳的進士匾複製品，與林氏家廟追遠堂的相同。據民俗專家陳炎正解說，這是福建林姓同宗林文炳考取進士之後，在臺灣各地林姓祖厝所掛，以藉同宗之名光大門楣、敦勉子孫用功讀書。門楣左右兩端各有一圓形圖案，一刻公雞，一刻玉兔，象徵「日出而作；日入而息」。因廳內供奉祖先神主牌位，故屋頂為全宅最高之處，以現尊卑。廳內有王成助的牌位，但原先的林其中古畫像已失蹤。後屏的寫景畫，屬在臺灣不常見的工筆畫法。
建物後的小山丘為風水的「化胎」，以祝子孫綿延。後園浣衣池同樣水源來自葫蘆墩圳。
1978年林安泰古厝拆遷時，李乾朗、席德進、馬以工、王鎮華討論起每人心目的臺灣十大民居時，李乾朗就有列入林安泰古厝、筱雲山莊、摘星山莊、林本源園邸、李騰芳古宅、社口大夫第、霧峰林家宅園、馬興陳宅、餘三館、佳冬蕭宅。縣政府民政局禮俗文物課長鄭榮松 稱讚摘星山莊最具價值的是其建築形式，係當時建築的「權威代表作」，在臺灣已找不到該年代而完整的建築了。

## 歷史

### 房子由來

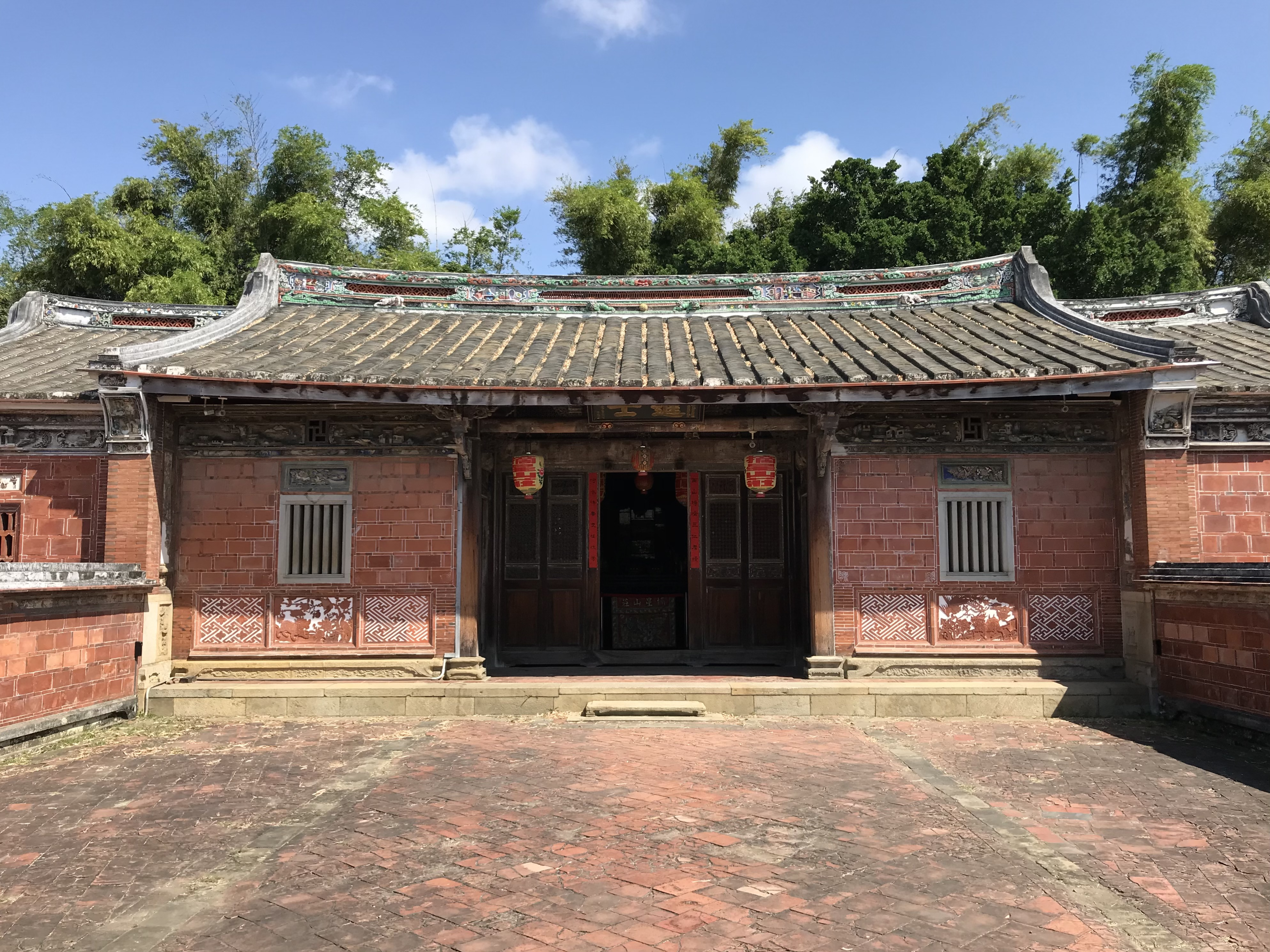
正廳

據大房林勝雄解說，祖先林其中對抗太平天國軍隊時，大部份台灣兵勇犧牲，但祖先得幸有王成助救助，在王家度過。原先不富裕的林其中隨霧峰林家林文察征戰回鄉後，因戰功成為當地的豪門。林其中除改名「林王其中」以懷念亡友王成助外，還以友人住宅名稱來建宅作紀念。
林其中先向張達京家族購大埔厝的土地，於同治十年（1871年）在該地鳩工興建摘星山莊，光緒五年（1879年）落成。林其中為使建築日數能縮短，僱兩組工匠，以中軸分金線劃分成左右兩區同時動工。磚瓦、花崗石及杉木等建材皆自福建運來。參與彩繪的有吳滄洲、郭振聲、郭友梅、郭庭柯等。交趾燒與筱雲山莊一樣為「晉水一經堂」蔡騰迎所作。

### 近代狀況
1970年代，潭子加工出口區設置後，潭子從農業轉為工業為主。1980年初，摘星山莊門前已興建了一座化工廠，擋住通路與景觀，整僅依賴一條汽車難以通行的巷道與外界相通。1983年6月24日，日本古蹟修護專家高端政雄及岩崎友吉在參觀彰化孔廟及修復中的道東書院之餘來摘星山莊參觀，評價是建築依然維護很好。據1984年住在內的大豐村第七鄰鄰長林烈堂說，山莊住戶約百餘人。
1984年，因偷竊頻傳，林家在正門貼出一張謝絕參觀的公告。像是進士匾於1993年3月9日連同石紋窗、石雕麒麟遭竊，後警方在該年11日在北屯區陳平里林姓嫌犯處發現。

### 面臨拆除

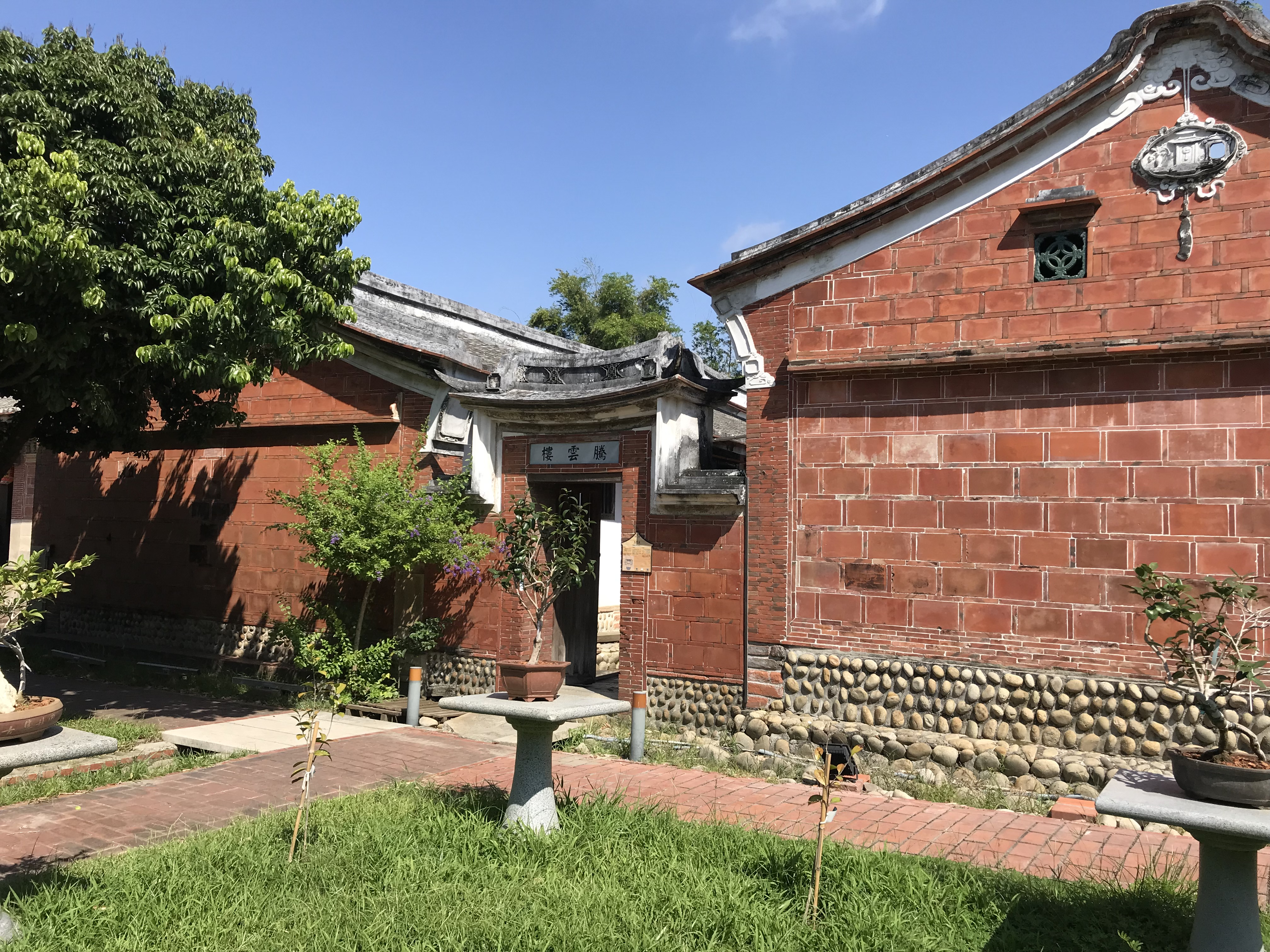
西廂

1990年代，潭子因都市發展關係，吸引大量人口移入，成為潭雅神三鄉中人口數最多的一鄉。1997年，因傳出台中縣市計畫合併升格，中臺灣建商鎖定潭子鄉腹地廣闊、地價便宜、又中臺灣民眾偏愛透天厝的特點，推出售價普遍在新台幣五、六百萬元間的大型別墅社區建案。該年6月，摘星山莊祭祀公業管理人林勝雄以1坪8萬6,000元，將摘星山莊四分之三的土地賣給建商。建商請示省文化處、縣府等有關單位，得到的答覆是摘星山莊非古蹟，業主買賣，政府無權干涉，因此友舜、長崎建設公司集資投入購地、路權費。建商黃維南支付給摘星山莊管理者頭期款8,800萬元。建商也在距離潭陽國小五、六百公尺處成立接待中心，預計在摘星山莊興建62戶透天厝，每戶總價自598萬元起，個案定名為「芳鄰別墅」。
立委謝啟大從東海大學建築系教授洪文雄得知山莊即將拆除後，1997年7月9日與文建會等單位人員親訪摘星山莊關切。15日，謝啟大在立法院辦公室舉行公聽會，建議縣政府先下禁建令，再指定為古蹟後以容積轉移方式，與地主協商。10月1日，文化處長洪孟啟造訪摘星山莊表達保存立場，遭中縣議長林敏霖、林勝雄斥為作秀。11月7日，謝啟大在台中縣政府召開的協調會上，各級單位同意以行政院十分之四、省政府十分之三、縣政府十分之二、鄉公所十分之一分攤，總額是2億餘元，惟部分將做為文化園區基金，並非完全付給建商或地主。
然而，建商依然於12月16日購地尾款全部付清，計畫按照合約款項付清二日內拆除摘星山莊。建商認為從1997年3月付訂金起，每月利息就要60萬元，初步合計損失達2億1,000萬到2億2,000萬元之間。12月24日上午，建商在西廂房所有人林定宏同意下派遣工人拆除西廂房，被謝啟大通知警方，將工頭許春宏依毀損罪逮捕。當天，第一進前廳右角間、內護龍前間、右山門、右外護龍遭毀。

### 列為古蹟

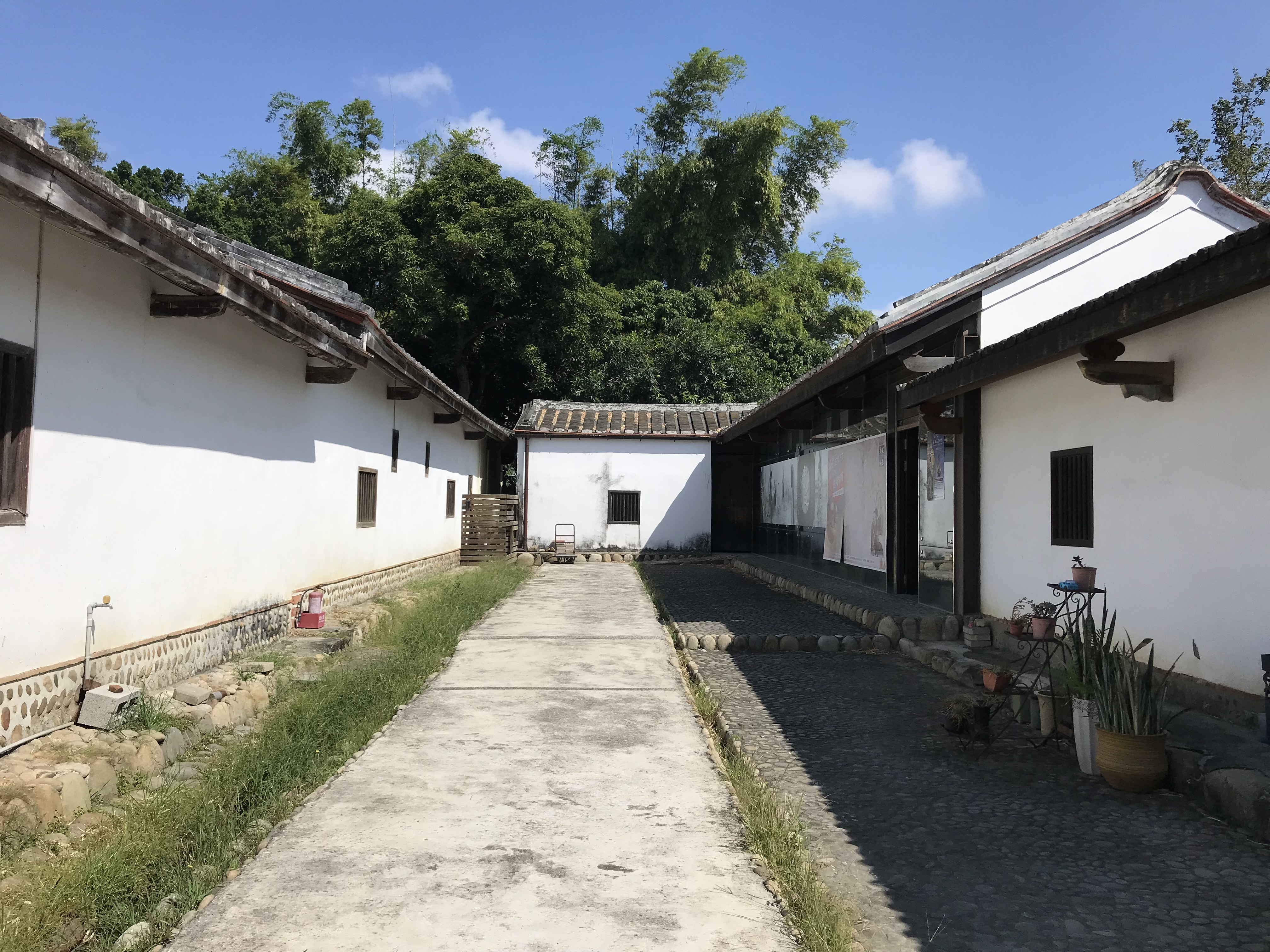
護龍內

儘管1997年12月24日，民政局長呂英俊說縣府將設法籌措補償黃維南，要建商不要拆除。但26日清晨，黃維南再度請來怪手拆除西廂房。
26日上午，立委謝啟大、縣府秘書蔡其昌等獲悉後前往，緊急連絡馬以工等十人前往現場，由謝啟大助理先開車以擋怪手，後讓台中地檢署檢察官吳文忠出面阻止。兩天前，謝啟大便先找到四位審查專家作準備。9點半，洪文雄、馬以工、林會承、關華山、邱博舜等十位專家學者趕到，隨後11點半前往台中縣政府召開緊急會議。
中午，林勝雄稱外人無權過問，和堂兄弟聯手指揮怪手、及親手拆除建物，並要求警方依妨礙自由現行犯的罪名逮捕謝啟大和其他阻擋者。力護祖產的林家後代林垂照、以及葫蘆墩文教協會理事長羅隆錚，下跪淚求停止拆除。謝啟大則堅持留下，以待縣長廖永來前來。
同時，呂英俊趕回縣府召開古蹟審查會，作成四項決議：一、摘星山莊是目前中臺灣唯一完整一座保留早年為防禦需求的建築；二、建築有良好格局；三、建築精緻造型細膩；四、建築有細膩的木雕、石雕、磚彫、彩繪及交趾陶，為豐富的文化組合。經約十分鐘審查，學者專家及省文化處代表李西勳等均贊同列為縣級古蹟。
下午4點，廖永來親自帶古蹟公告來張貼，向在場建商及業主宣告，摘星山莊依《文化資產保存法》第廿七條規定指定為縣級古蹟。吳文忠隨後宣示，列為古蹟後依法保護，凡破壞者最重者可判處五年以下有期徒刑。該刻，輪到由黃維南下跪，指責《文化資產保存法》是惡法、政府在欺負百姓。廖永來回應近日內將協調內政部、省府等單位，兼顧業主與建商權益，再談以地易地規劃設文化園區。
當夜，謝啟大帶頭守在摘星山莊，防止林氏子孫再度找來工人破壞。26日這天讓摘星山莊知名度一夕暴漲，在該月28日假日時成為熱門觀光勝地，還有大型遊覽車前來。中央研究院史語所學者黃銘崇等人出面組成義工隊，避免該山莊在參觀下受到二度破壞。日後，弘文高中的古蹟解說服務隊會以此事件作公演。

### 影響修法

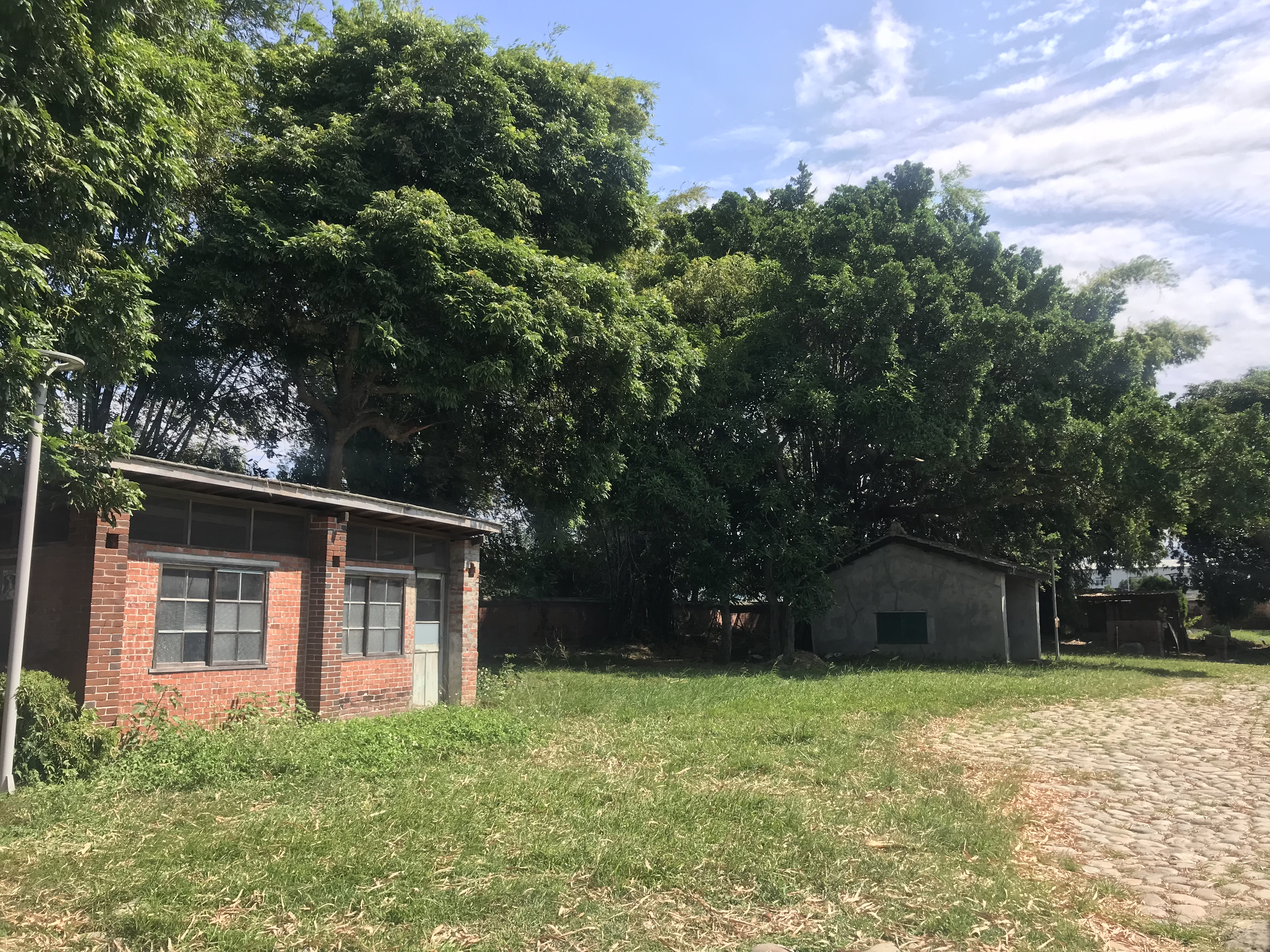
後院

1997年12月27日上午，省府副秘書長陳威仁到縣議會與廖永來協商，由省府先墊支五千萬元，以解決建商財務壓力。28日，省長宋楚瑜前往勘察。29日，省政會議，宋楚瑜對於耗費鉅款代墊，表示古蹟是無價之寶，不應以財物衡量。可是在省府邀集中央、省、縣政府協商時，中央政府起初認為《文化資產保存法》中並無相關規定，因此不肯出錢。31日，謝啟大、朱惠良、范巽綠在立法院第五會議室舉行公聽會，評批從三峽老街、蘆洲李宅到摘星山莊的處理方式，凸顯政府文化行政體系權實分散、手續繁瑣，政府須拿出一套完整措施。
1998年1月17日，立委及古蹟保存人士於向時任行政院副院長的劉兆玄，遞送相關問題的報告及解決對策，建議成立跨部會的文化資產保存推動小組、修訂相關法令等。2月23日，劉兆玄召開跨部會「協商文化資產保存維護工作相關問題會議」，指示相關單位將保存民宅樓地板面積移轉事宜，於兩個月內訂出行政命令‧並統一事權。林勝雄曾抱怨過去也曾提出以地易地的方式，卻因為於法無據，最後不了了之，只好將土地賣給建商。4月20日，內政部部務會議內通過營建署所提「古蹟土地容積移轉辦法」等。6月20日，國科會及臺灣大學城鄉所在臺灣大學思亮館國際會議廳舉行的「古蹟保存之困境及出路」研討座談會上，劉兆玄承認古蹟保存法規確實需要翻修。8月6日，行政院院會通過「古蹟土地容積移轉辦法」，明定為古蹟的私有建築土地，其土地所有權人得依此一辦法申請移轉至其他地區建築使用。

### 收購過程

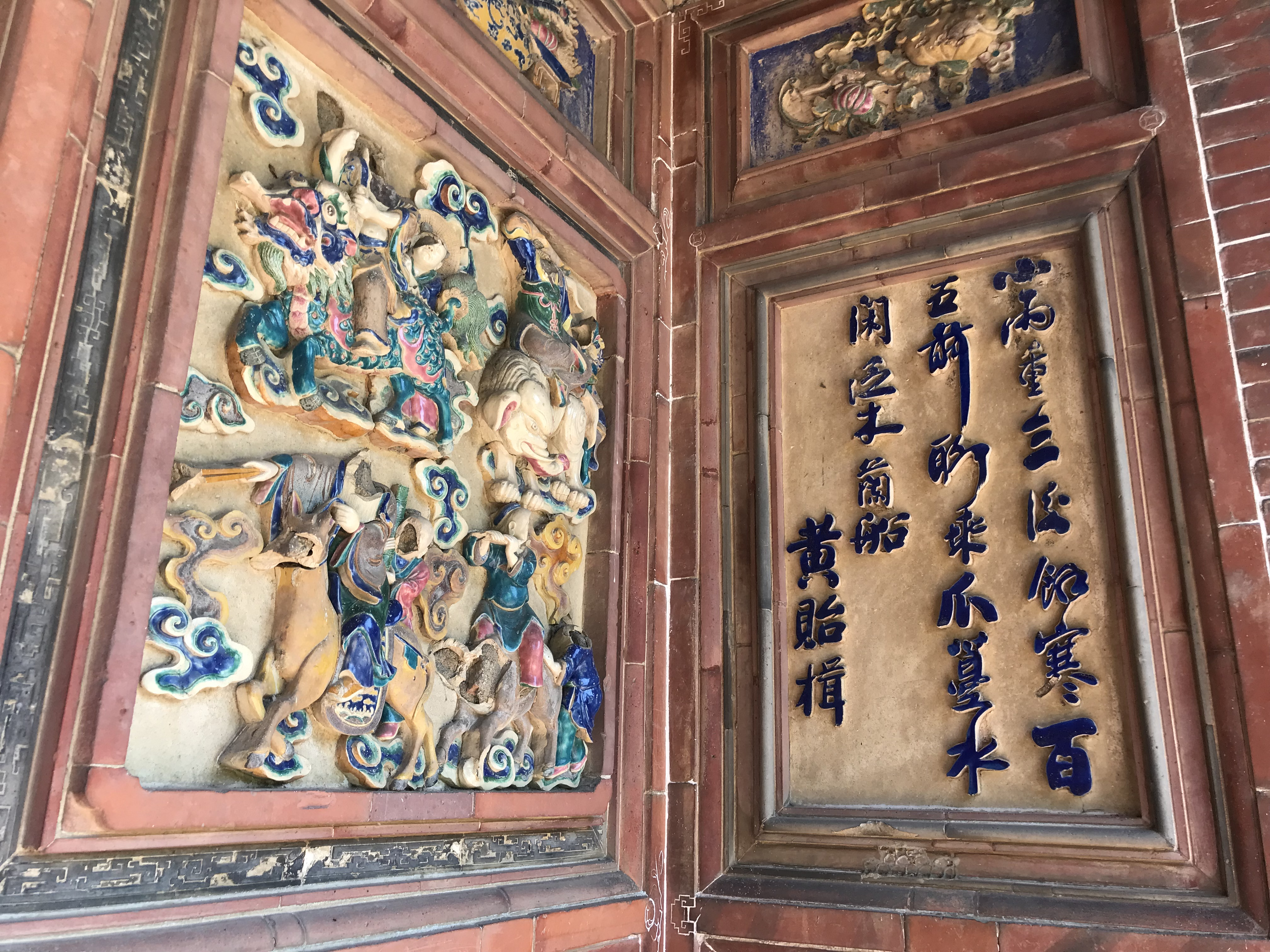
大廳身堵

雖然「古蹟土地容積移轉辦法」在1998年通過，可是當初此辦法規定移轉時須課以百分之四十的容積交易所得稅，比自用住宅土地增值稅、房屋交易所得稅等稅率都高。9月8日，台中縣縣長機要秘書李偉民等到行政院開會，得到行政院主計長韋端答應，使行政院決定動用七千六百多萬第二預備金，與省府及縣府一起購買摘星山莊所有權。
摘星山莊因是中華民國第一件政府向民間購買古蹟的案例，引起相當大注目。之後，林勝雄要求縣府以同樣一坪八萬六千元，收購山莊其餘六百六十二坪土地，開價五千多萬元，而橫生枝節。
1999年2月6日上午10點半，因剩餘土地收購一直無解，黃維南至縣府向秘書李偉民陳情，沒有具體結論。稍後李偉民到一樓參加縣民聯合服務中心成立茶會時，待在縣長室的黃維南突然拿出刀子揚言自殺，由站在一旁的女職員廖文雀奪下。黃維南又吞下大量鎮定劑，被警員護送到省立豐原醫院急救。到醫院探視的廖永來，勸黃維南不要採取這種激烈手段，並譴責林勝雄。林勝雄則指責都是縣府不出錢買其餘土地。
1999年4月，縣府先給付一億兩千兩百八十萬元給建商。9月9日，依然有地主不同意讓縣府以每坪七萬八千元，亦即縣議會通過的五千萬元預算價購剩餘土地。2000年6月，縣府以五千六百餘萬元買下剩餘地。為籌得財源，縣府將豐原高速公路交流道都市計畫特定區內崇德路及雅潭路口的農業區土地徵收，以變更為住宅區、古蹟公園、機關等來標售。
接著，地主為地上物所有權與建商打起官司，使縣府僅能以鋼棚架保護擁有產權的四分之三部分建物，其餘建物部分毀壞情況愈發愈重。林勝雄主張當初只賣土地，地上物及屋內陳設、文物都是林家的，估計至少可賣兩千萬元。2000年6月，對於法院將地上物所有權判給建商，林勝雄揚言如果再敗訴，會找來十一名族來親輪番告建商。8月4日，當建商要與法官李平勳、民政局副局長蔡炳坤等進行地上物點交程序時，遭林勝雄提出反擔保，整修再度延後。11月7日，縣府文化局協商會議，縣議員林竹旺建議在地上物簽約儀式上，表彰林家義行。但13日簽約儀式上，林勝雄推翻上週協商結論，拒絕簽約。2003年6月9日，對於地上物，文化局長洪慶峰表示，若林勝雄再不配合，不排除採強制徵收方式辦理。11月7日，議員何欣純、林竹旺等議員抨擊六年前就指定為縣定古蹟，迄今仍未完成產權過戶。最後，縣府對建商給付三千五十七萬元買下地上物。
此收購案因價格高昂，被內政部列為「負面教材」，通令全國不能再犯。直到2004年11月30日，文化局宣布土地、地上物收購都塵埃落定。

### 整修完成

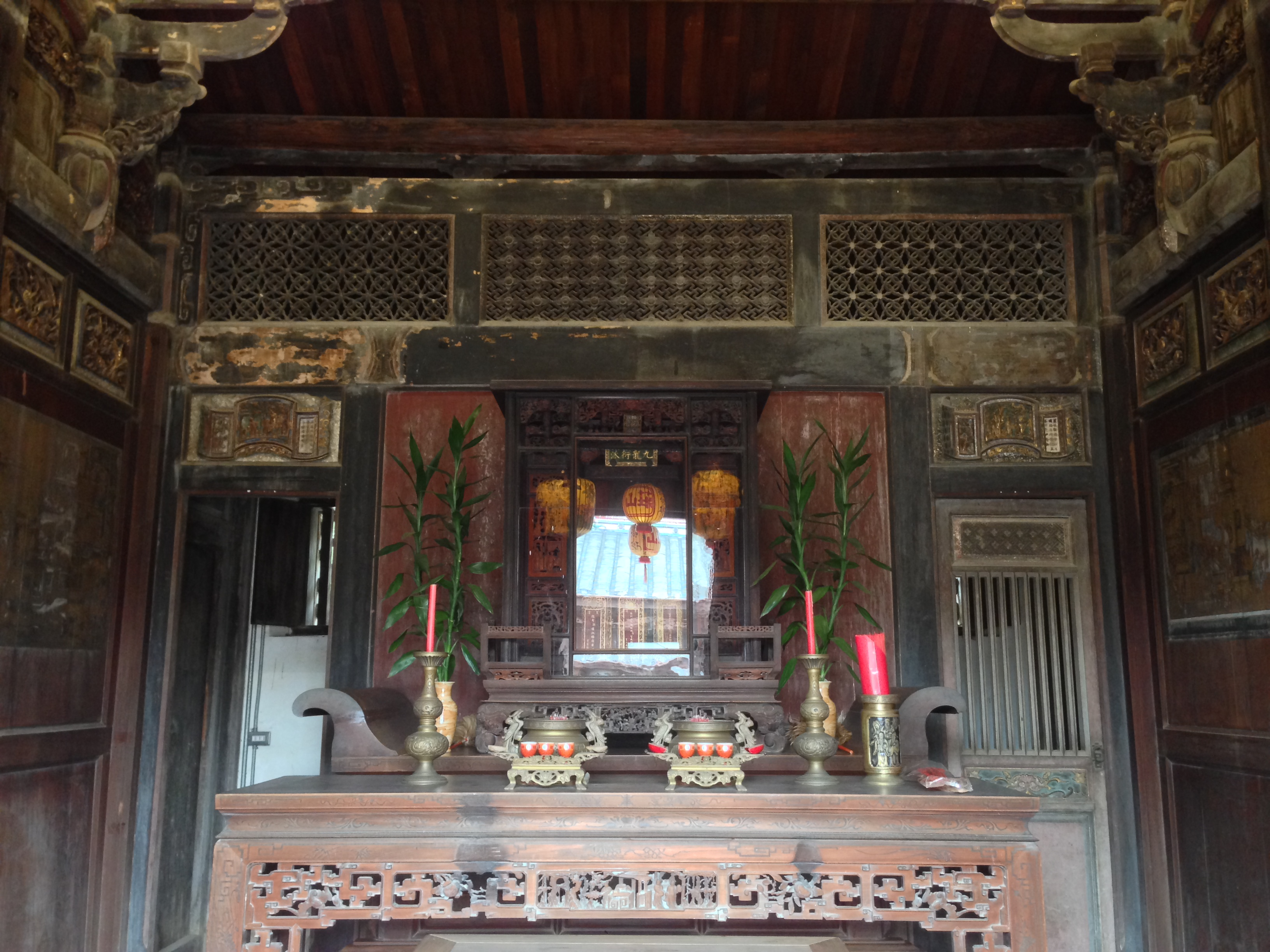
正廳內

文化局委託中國文化大學教授楊仁江團隊進行調查研究。2002年修復報告建議共十餘個項目有待修復，估計得花三年、一億五千萬元。
2006年8月31日，副縣長張壯熙、潭子鄉長簡文祥及縣議員等人共同主持修復動土儀式。該年第一期修復工程為楊仁江建築師事務所監工，帶春營造公司營造，耗資六千五百萬元，由文建會補助四千兩百萬元。在縣府人員部分，與筱雲山莊篤慶堂修復工程一樣，由文化局資產課李智富負責。省府民政司長紀俊臣之前在檢查時，認為西廂房被嚴重破壞，想要恢復原貌已不可能。已遭毀的部分正殿及西廂，以仿東廂的模式修復。2012年進行第二期工程，郭俊沛建築師事務所監工，高進營造公司執行，耗資一千萬，文建會補助兩百五十萬。
2014年5月11日，整建重新對外開放。當日，在台中市長胡志強、文化局長葉樹姍陪伴下，林勝雄感謝政府把他家修得這麼好，彷彿感應先袓正在開心。2017年12月，負責營運的大器內蘊文創公司為重現二十年前拆除情景，將當年被破壞的實景圖放大掛於牆面，被上香的林家子孫誤會又遭破壞，趕緊報警。

### 活化經營
李乾朗認為政府出錢購置摘星山莊，為「空間解放運動」最好的範例，但古蹟應該公開參觀，讓古蹟活化更具意義。2014年3月29日，青年節，胡志強宣布以總經費三千三百萬，招募年輕人只要在摘星山莊等等基地創業，每月約三萬三千元元補助。十二名青年於2015年11月28日入駐摘星山莊，由市府勞工局提供十四間在護龍的房間作文創，但經營營收不被議員看好。
2016年4月16日起，委外業者開始收能抵購商品的門票。2017年6月後，僅剩兩間由青年租用，其餘皆大門深鎖。
業者有以此作為古婚禮包辦的活動，如可以從一德洋樓迎娶到摘星山莊，暢遊其他古蹟。譬如一位愛好古蹟的郭姓女子，在2022年選擇與罹患大腸癌四期的男友於摘星山莊舉辦婚宴。